# Enrico Tortonese
Enrico Tortonese (Torino, 10 marzo 1911 – Genova, 25 aprile 1987) è stato uno zoologo italiano, attivo soprattutto nel campo della ittiologia.

## Biografia
Nato a Torino il 10 marzo del 1911, trascorre la giovinezza a Genova, dove frequenta, come studente liceale, il Museo civico di Storia Naturale della città ; qui conosce Decio Vinciguerra, che lo introduce allo studio dell'ittiologia.
Dopo il liceo si iscrive all'Università di Torino, dove nel 1932 si laurea in Scienze Naturali. Dopo la laurea ottiene un incarico come assistente dell'Istituto di Zoologia e nel 1939, a soli 28 anni, consegue la libera docenza in Zoologia.
Dal 1940 al 1946 partecipa, come ufficiale di artiglieria, alle operazioni militari a Rodi, in Anatolia in Palestina e in Egitto. Dopo la fine del conflitto rientra a Torino, riprendendo il lavoro universitario, sia nel campo della ricerca che dell'attività didattica e museale.
È deceduto il 25 aprile 1987 in seguito a un incidente stradale.

## Opere
- Fauna d'Italia: Echinodermata, Edizioni Calderini, 1965
- Fauna d'Italia: Osteichthyes. Vol. 2, Edizioni Calderini, 1965
- Fauna d'Italia: Osteichthyes. Vol. 1, Edizioni Calderini, 1970
- Das neue Aquarienbuch der Süß- und Salzwasserfische, Hörnemann Verlag, 1976 (in collaborazione con Bruno Peyronel, Vanna del Vesco, Giuseppe Mazza, Wolfgang Klausewitz)